# La burla
La burla è un film muto italiano del 1912 diretto e interpretato da Giuseppe De Liguoro.